# Saleh Al Marzouqi
Saleh Al Marzouqi (født 2. december 1970) er en fodbolddommer fra De forenede arabiske emirater, som dømmer i ligaen i landet. Han blev FIFA-dommer i 2005, og dømmer som assistentdommer/linjedommer. Han har dømt i VM 2010 hvor han var assistentdommer for Khalil Al Ghamdi fra Saudi-Arabien. 
| Biografi | Spire Denne biografi om en fodbolddommer er en spire som bør udbygges. Du er velkommen til at hjælpe Wikipedia ved at udvide den. |